# KV18
KV18 i Konungarnas dal utanför Luxor i Egypten var uppförd som begravningsplats för farao Ramses X under Egyptens tjugonde dynasti som avled 1103 f.Kr.
KV18 är placerat i sydöstra wadin i Konungarnas dal öster om KV17. Graven blev aldrig färdigställd och bara några få dekorationer finns bevarade som föreställer Ramses X med olika gudar. Det är oklart om graven har använts för någon begravning.
Graven är relativt liten (totalt 144 m²) och kort (totalt 43 m).
KV18 har utforskats sedan 1700-talet, men grävdes ut 1902 och 1998–2000.
| KV17 KV18 KV54 Graven KV17, KV18 och KV54:s läge i Konungarnas dal. |